# Anthony Straker
Anthony Othneal Straker est un footballeur international grenadien né le 23 septembre 1988 à Londres, en Angleterre. Actuellement en quatrième division anglaise avec Aldershot Town, il peut évoluer au poste de milieu défensif ou de latéral.

## Palmarès
- Conference National (D5) :
  - Champion en 2008